# Gianni De Gennaro
Gianni De Gennaro, all'anagrafe Giovanni De Gennaro (Reggio Calabria, 14 agosto 1948), è un poliziotto, dirigente pubblico, prefetto e dirigente d'azienda italiano.
Ex capo della polizia durante il G8 di Genova, è stato sottosegretario di Stato alla Presidenza del Consiglio dei ministri del governo Monti. Dal 2013 al 2020 è stato presidente dell'azienda Leonardo (ex Finmeccanica).

## Biografia
Si è laureato in giurisprudenza presso l'Università degli Studi di Roma "La Sapienza". Suo fratello minore Andrea è stato nominato comandante generale della Guardia di Finanza il 23 maggio 2023.

### Funzionario di polizia
Quindi si arruola in polizia nel 1973, con il primo incarico, col grado di commissario, presso la questura di Alessandria. In seguito viene trasferito a Roma, alla sezione narcotici della Squadra mobile. È stato promosso per meriti straordinari nel 1980 a vice questore aggiunto per aver posto fine, con irruzione solitaria e un conflitto a fuoco, al sequestro di trenta persone all'interno dell'ambasciata belga a Roma. Nel 1981 dirige la sezione della Criminalpol del Lazio e nel 1984 il "Nucleo centrale anticrimine".
Durante la sua carriera ha collaborato anche con Giovanni Falcone, svolgendo varie indagini anche a livello internazionale nella lotta a Cosa nostra. Nel 1984 si occupò dell'estradizione dal Brasile di Tommaso Buscetta che rivelò la struttura di cosa nostra, pur non essendo un pentito, nei colloqui avuti con Falcone dopo che De Gennaro cercò inutilmente di farlo parlare durante il viaggio aereo di rientro in Italia. Il suo nome è legato alle indagini che portarono, nel 1990, alla liberazione della bambina Patrizia Tacchella, e per le indagini e per l'irruzione, da lui guidata e condotta a mano armata, in una casa di Colonia, per l'arresto di due ricercati per l'omicidio di Rosario Livatino.
Al pari di Giovanni Falcone, e altre figure di spicco dell'antimafia, il suo nome fu bersaglio delle diffamazioni della vicenda del "corvo" al Palazzo di Giustizia di Palermo.

### Dirigente di polizia
È stato, a fine 1989, il primo direttore del Servizio centrale operativo e nel 1990 viene promosso di nuovo, al grado di dirigente superiore, per meriti straordinari maturati per la "conclusione di una serie di importanti operazioni di rilievo internazionale contro la mafia siciliana", passando nel 1992 alla Direzione Investigativa Antimafia come vice direttore. Nell'aprile 1993 ha assunto l'incarico di direttore della DIA e nel 1994 è stato nominato prefetto e vice capo della Polizia. 
Il 19 dicembre 1997 il Consiglio dei ministri gli affida l'incarico di vice capo della Polizia vicario.
Il 26 maggio 2000, il governo Amato II nomina Gianni De Gennaro capo della polizia - direttore generale della pubblica sicurezza. De Gennaro è a capo della polizia durante il G8 di Genova dei 2001 e i fatti della scuola Diaz,
per i quali la Corte europea dei diritti dell'uomo ha nel 2015 e 2017 condannato l'Italia per non avere prevenuto e punito la tortura da parte delle forze dell'ordine. De Gennaro fu assolto in Cassazione per il reato di induzione a falsa testimonianza.
Il 2 luglio 2007 gli succede a capo della polizia - direttore generale della pubblica sicurezza Antonio Manganelli, già suo vice, mentre De Gennaro diventa capo di gabinetto del Ministero dell'interno. 
Dall'11 gennaio al 26 maggio 2008 riveste anche l'incarico di commissario straordinario per la crisi dei rifiuti in Campania.

### Nei servizi
Il 23 maggio 2008, il Comitato interministeriale per la sicurezza della Repubblica sceglie l'ex poliziotto per l'incarico di direttore del Dipartimento delle informazioni per la sicurezza.

### Sottosegretario alla Presidenza
L'11 maggio 2012, il governo Monti designa Gianni De Gennaro per la carica di sottosegretario di Stato alla Presidenza del Consiglio dei ministri, assegnandogli il 14 la delega alle informazioni per la sicurezza della Repubblica. L'ex-poliziotto ricopre tale carica fino al 28 aprile 2013, data in cui il governo tecnico cessa definitivamente di esistere.

### Altri incarichi
Il 3 luglio 2013, il governo Letta lo designa per il ruolo di presidente di Finmeccanica (azienda del settore difesa a partecipazione statale successivamente ridenominata Leonardo). 
Contro l'opportunità che De Gennaro copra la presidenza di Finmeccanica/Leonardo, in seguito alle sentenze della Corte europea dei diritti dell'uomo di Strasburgo per i fatti della scuola Diaz, quando De Gennaro era a capo della polizia durante il G8 di Genova, si sono espressi vari politici, tra cui il presidente del Partito Democratico Matteo Orfini, che ha definito la situazione "vergognosa", oltre ad esponenti del MoVimento 5 Stelle e di Sinistra Ecologia Libertà.
Questo incarico gli viene confermato dal consiglio di amministrazione della società il 15 maggio 2014 e poi nuovamente il 16 maggio 2017, quando gli viene inoltre assegnata la sovrintendenza all’attuazione delle regole di governo societario con riguardo all’integrità dei comportamenti aziendali e al contrasto alla corruzione.
Termina il mandato nel maggio 2020.
Dal 2013 è presidente del Centro Studi Americani.
Nel luglio 2023 è stato nominato presidente di Eurolink, General Contractor per la progettazione e la costruzione del Ponte sullo Stretto di Messina.

## Procedimenti giudiziari

### Irruzione alla scuola Diaz
Nell'aprile 2008 viene richiesto il rinvio a giudizio per De Gennaro per istigazione alla falsa testimonianza nelle indagini inerenti ai fatti del G8 di Genova e in particolare i fatti della scuola Diaz. Il 1º luglio 2009 il pm chiede che gli siano attribuiti due anni di reclusione per istigazione alla falsa testimonianza, cioè per pressioni sull'ex questore affinché dichiarasse il falso sugli eventi alla scuola Diaz durante il G8 di Genova, per cui in aprile dell'anno prima era stato chiesto il rinvio.
L'8 ottobre 2009 nella sentenza di 1º grado, De Gennaro viene assolto. Il 17 giugno 2010 De Gennaro viene condannato in appello ad un anno e quattro mesi di reclusione per istigazione alla falsa testimonianza nei confronti dell'ex questore di Genova Francesco Colucci nel processo per l'irruzione alla Diaz del G8 nel 2001. Il 23 novembre 2011 viene infine assolto in quanto "non c'erano prove sufficienti di colpevolezza".
Il 10 dicembre 2012 l'ex questore di Genova Francesco Colucci è però condannato a due anni e otto mesi per falsa testimonianza in favore di De Gennaro, lasciando quindi diverse incongruenze circa il ruolo e le accuse rivolte a De Gennaro.
Nell'aprile del 2015 la corte europea dei diritti umani accoglie un ricorso presentato da Arnaldo Cestaro, vittima del pestaggio all'epoca sessantaduenne e condanna così l'Italia per il reato di tortura data la violazione dell'art.3 della Convenzione europea dei diritti dell'uomo (CEDU). La sentenza unanime dichiara inoltre che il sistema normativo italiano risulta essere non adeguato per quanto riguarda sanzioni contro gli atti di tortura evidenziando così gli aspetti poco lineari dell'intera vicenda giudiziaria fino ad allora occorsa.